# ورقة 10 دولار أمريكي
ورقة 10 دولار أمريكي ($10) هي فئة من العملة الأمريكية. على وجه الورقة صورة ألكسندر هاميلتون أول وزير للخزانة الأمريكية وشعلة تمثال الحرية وعبارة We the People من ديباجة دستور الولايات المتحدة الأولى. وعلى الظهر مبنى وزارة الخزانة الأمريكية. جميع أوراق 10 دولار الحالية هي من السجل الاحتياطي الفيدرالي. كان متوسط عمر ورقة 10 دولارات اعتبارًا من ديسمبر 2018 هو 5.3 سنوات.
صورة هاملتون على ورقة 10 دولار مأخوذة من لوحة جون ترامبل التي رسمها عام 1805. ورقة 10 دولار فريدة لأنها الفئة الوحيدة المتداولة التي تنظر فيها الصورة إلى اليسار. كما أنها واحدة من الأوراق التي ليس على وجهها رئيس أمريكي، والآخر هو بنجامين فرانكلين على ورقة 100 دولار. هاميلتون هو أيضًا الشخص الوحيد الذي لم يولد في بر الولايات المتحدة أو أمريكا البريطانية (ولد في جزر الهند الغربية).

## الإصدارات
للورقة التي أبعادها (6.14 بوصة × 2.61 بوصة ≅ 156 مـم × 66 مـم)
| السجل                            | السلسلة | سجل الخزانة | أمين الخزانة | الختم |
| -------------------------------- | ------- | ----------- | ------------ | ----- |
| National Bank Note Types 1 & 2   | 1929    | Jones       | Woods        | بني   |
| السجل البنكي الاحتياطي الفيدرالي | 1928A   | Jones       | Woods        | بني   |

| السجل                     | السلسلة            | أمين الخزانة ‏       | وزير الخزانة       | الختم |
| ------------------------- | ------------------ | ------------------- | ------------------ | ----- |
| الشهادة الذهبية           | 1928               | Woods               | أندرو ويليام ميلون | ذهبي  |
| شهادات الفضة              | 1933               | Julian              | ويليام وودين ‏      | أزرق  |
| شهادات الفضة              | 1934               | Julian              | هنري مورغنثاو      | أزرق  |
| شهادات الفضة              | 1934 North Africa  | Julian              | هنري مورغنثاو      | أصفر  |
| شهادات الفضة              | 1934A              | Julian              | هنري مورغنثاو      | أزرق  |
| شهادات الفضة              | 1934A North Africa | Julian              | هنري مورغنثاو      | أصفر  |
| شهادات الفضة              | 1934B              | Julian              | فريدريك مور فينسون | أزرق  |
| شهادات الفضة              | 1934C              | Julian              | جون ويسلي سنايدر   | أزرق  |
| شهادات الفضة              | 1934D              | Clark               | جون ويسلي سنايدر   | أزرق  |
| شهادات الفضة              | 1953               | Priest              | جورج إم. همفري     | أزرق  |
| شهادات الفضة              | 1953A              | Priest              | روبرت ب. أندرسون   | أزرق  |
| شهادات الفضة              | 1953B              | إليزابيث سميث ‏      | سي دوغلاس ديلون    | أزرق  |
| السجل الاحتياطي الفيدرالي | 1928               | Tate                | ميلون              | أخضر  |
| السجل الاحتياطي الفيدرالي | 1928A              | وودز                | ميلون              | أخضر  |
| السجل الاحتياطي الفيدرالي | 1928B              | وودز                | ميلون              | أخضر  |
| السجل الاحتياطي الفيدرالي | 1928C              | وودز                | ميلاس              | أخضر  |
| السجل الاحتياطي الفيدرالي | 1934               | Julian              | مورغنثاو           | أخضر  |
| السجل الاحتياطي الفيدرالي | 1934 Hawaii ‏       | Julian              | مورغنثاو           | Brown |
| السجل الاحتياطي الفيدرالي | 1934A              | Julian              | مورغنثاو           | أخضر  |
| السجل الاحتياطي الفيدرالي | 1934A Hawaii       | Julian              | مورغنثاو           | Brown |
| السجل الاحتياطي الفيدرالي | 1934B              | Julian              | فيرسون             | أخضر  |
| السجل الاحتياطي الفيدرالي | 1934C              | Julian              | سنايدر             | أخضر  |
| السجل الاحتياطي الفيدرالي | 1934D              | كلارك               | سنايدر             | أخضر  |
| السجل الاحتياطي الفيدرالي | 1950               | كلارك               | سنايدر             | أخضر  |
| السجل الاحتياطي الفيدرالي | 1950A              | بيرست               | همفري              | أخضر  |
| السجل الاحتياطي الفيدرالي | 1950B              | بيرست               | أندرسون            | أخضر  |
| السجل الاحتياطي الفيدرالي | 1950C              | Smith               | ديلون              | أخضر  |
| السجل الاحتياطي الفيدرالي | 1950D              | Granahan            | ديلون              | أخضر  |
| السجل الاحتياطي الفيدرالي | 1950E              | Granahan            | هنري إتش فاولر     | أخضر  |
| السجل الاحتياطي الفيدرالي | 1963               | Granahan            | ديلون              | أخضر  |
| السجل الاحتياطي الفيدرالي | 1963A              | Granahan            | فاولر              | أخضر  |
| السجل الاحتياطي الفيدرالي | 1969               | Elston              | ديفيد كينيدي       | أخضر  |
| السجل الاحتياطي الفيدرالي | 1969A              | Kabis               | جون كونالي         | أخضر  |
| السجل الاحتياطي الفيدرالي | 1969B              | Bañuelos            | جون كونالي         | أخضر  |
| السجل الاحتياطي الفيدرالي | 1969C              | Bañuelos            | جورج شولتز         | أخضر  |
| السجل الاحتياطي الفيدرالي | 1974               | Neff                | وليام سايمون       | أخضر  |
| السجل الاحتياطي الفيدرالي | 1977               | Morton              | مايكل بلومنتال     | أخضر  |
| السجل الاحتياطي الفيدرالي | 1977A              | Morton              | جي. ويليام ميلر    | أخضر  |
| السجل الاحتياطي الفيدرالي | 1981               | باي بوكانان         | دونالد ريغان       | أخضر  |
| السجل الاحتياطي الفيدرالي | 1981A              | Ortega              | دونالد ريغان       | أخضر  |
| السجل الاحتياطي الفيدرالي | 1985               | Ortega              | جيمس بيكر          | أخضر  |
| السجل الاحتياطي الفيدرالي | 1988A              | Villalpando         | نيكولاس إف. برادي ‏ | أخضر  |
| السجل الاحتياطي الفيدرالي | 1990               | Villalpando         | نيكولاس إف. برادي ‏ | أخضر  |
| السجل الاحتياطي الفيدرالي | 1993               | Withrow             | لويد بنتسن         | أخضر  |
| السجل الاحتياطي الفيدرالي | 1995               | Withrow             | روبرت روبين        | أخضر  |
| السجل الاحتياطي الفيدرالي | 1999               | Withrow             | لورانس سامرز       | أخضر  |
| السجل الاحتياطي الفيدرالي | 2001               | Marin               | بول أونيل          | أخضر  |
| السجل الاحتياطي الفيدرالي | 2003               | Marin               | جون دبليو. سنو     | أخضر  |
| السجل الاحتياطي الفيدرالي | 2004A              | آنا اسكوبيدو كابرال | جون دبليو. سنو     | أخضر  |
| السجل الاحتياطي الفيدرالي | 2006               | آنا اسكوبيدو كابرال | هنري بولسون        | أخضر  |
| السجل الاحتياطي الفيدرالي | 2009               | Rios                | تيموثي غايتنر      | أخضر  |
| السجل الاحتياطي الفيدرالي | 2013               | Rios                | جاك لو             | أخضر  |
| السجل الاحتياطي الفيدرالي | 2017               | Carranza            | ستيفن منوشين       | أخضر  |
| السجل الاحتياطي الفيدرالي | 2017A              | Carranza            | ستيفن منوشين       | أخضر  |

## وضع صورة امرأة
أعلن وزير الخزانة جاك لو في 17 يونيو 2015 أنه ستوضع صورة امرأة على ورقة 10دولار بحلول عام 2020. وكانت وزارة الخزانة تسعى للحصول على آراء الجمهور حول من يجب أن يظهر على الفاتورة الجديدة خلال مرحلة التصميم.
كانت إزالة هاملتون مثيرة للجدل. يعتقد الكثير أن هاميلتون أول وزير للخزانة، يجب أن يظل على العملة الأمريكية بشكل ما، بينما يعتقد آخرون أن العملة الأمريكية تأخرت كثيرًا عن وضع صورة امرأة عليها ومن بين الأسماء المرشحة التي أثيرت إليانور روزفلت وهاريت توبمان وسوزان أنتوني. أدى ذلك إلى إعلان وزارة الخزانة أن هاميلتون سيبقى على الورقة. اختيرت ورقة 10 دولار لأنه كان من المقرر أن يعاد تصميمها لإضافة ميزات أمنية.
أُعلن في 20 أبريل 2016 أن صورة ألكسندر هاميلتون ستظل على وجه ورقة 10 دولار، ويرجع ذلك جزئيًا إلى الشعبية وزير الخزانة الأول المطردة بعد نجاح مسرحية هاميلتون الموسيقية في عام 2015. أُعلن في الوقت نفسه أن صورة هاريت توبمان ستوضع على ورقة 20 دولار. في تصميم لظهر ورقة 10 دولار الجديد عام 2016 لإبراز ناشطات حركة حق المرأة في التصويت في الولايات المتحدة منهم سوزان أنتوني وأليس بول وسوجورنر تروث وإليزابيث كادي ستانتون ولوكريشا موت والمشاركون في موكب حق المرأة في التصويت عام 1913 الذين ساروا في واشنطن العاصمة لصالح حقوق التصويت الكاملة للمرأة الأمريكية.
الخطة الحالية اعتبارًا من أكتوبر 2022 هي إصدار ورقة 10 دولار جديدة في عام 2026، و50 دولار في عام 2028، و20 دولار في عام 2030، ثم لاحقًا ورقتي 5 دولار و100 دولار في وقت لاحق في ثلاثينيات القرن الحادي والعشرين.

## المعرض

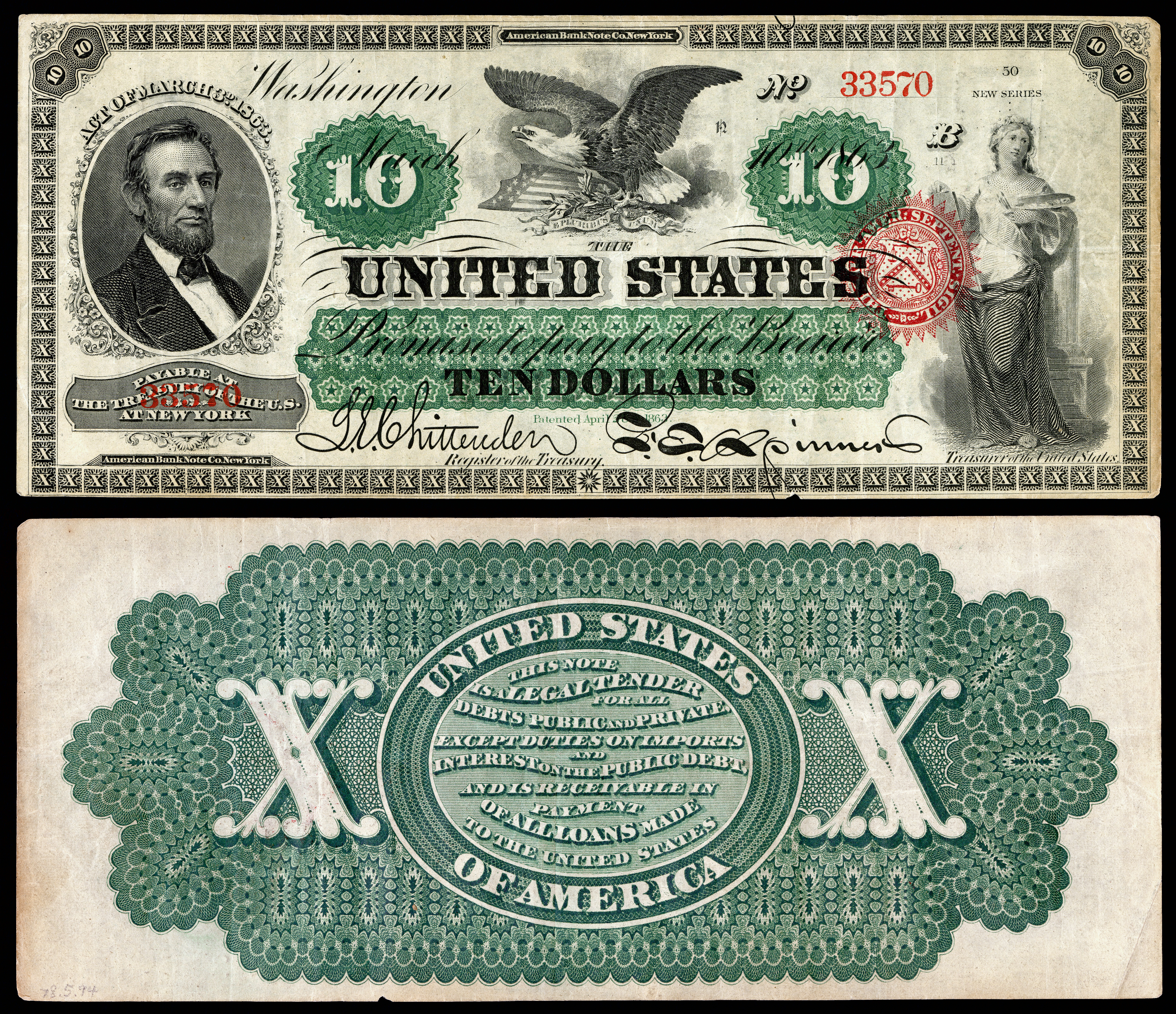
ورقة 10 دولار من سلسلة 1863 على وجهها صورة الرئيس الأمريكي آنذاك أبراهام لينكون
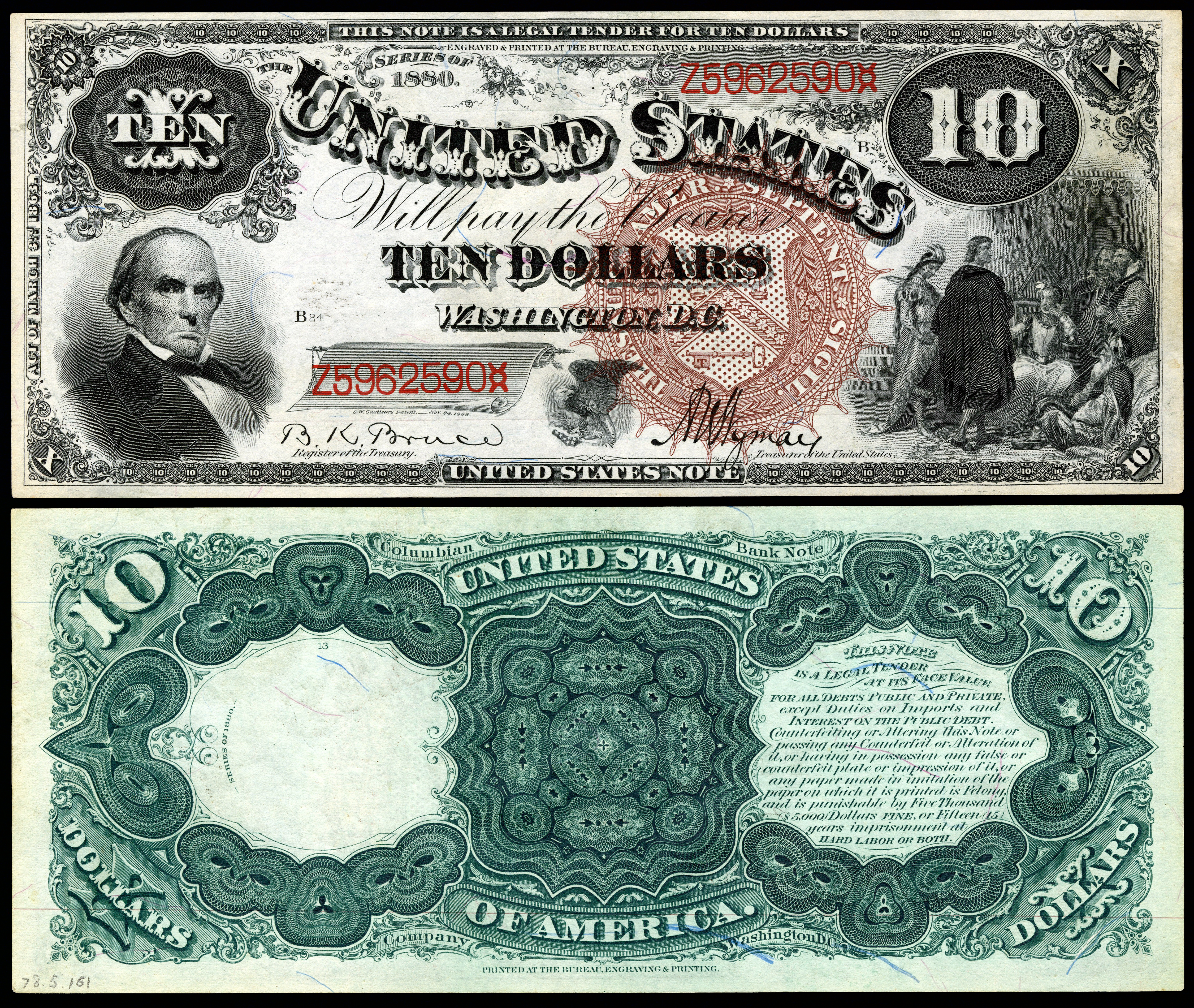
ورقة 10 دولار من سلسلة 1880 على الوجه دانيال وبستر
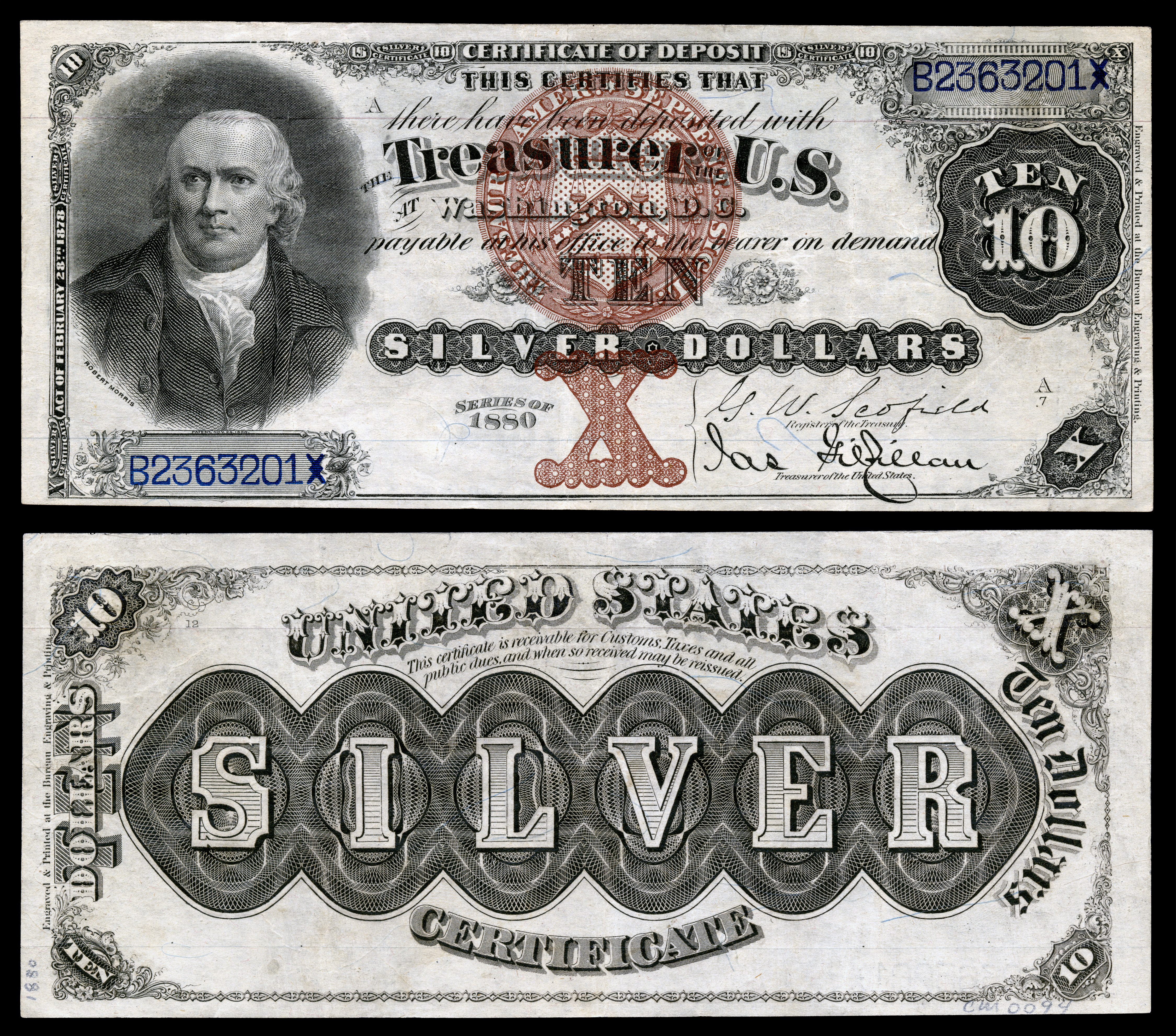
ورقة 10 دولار من سسلسلة الشهادة الفضية عام 1880 على الوجه روبرت موريس
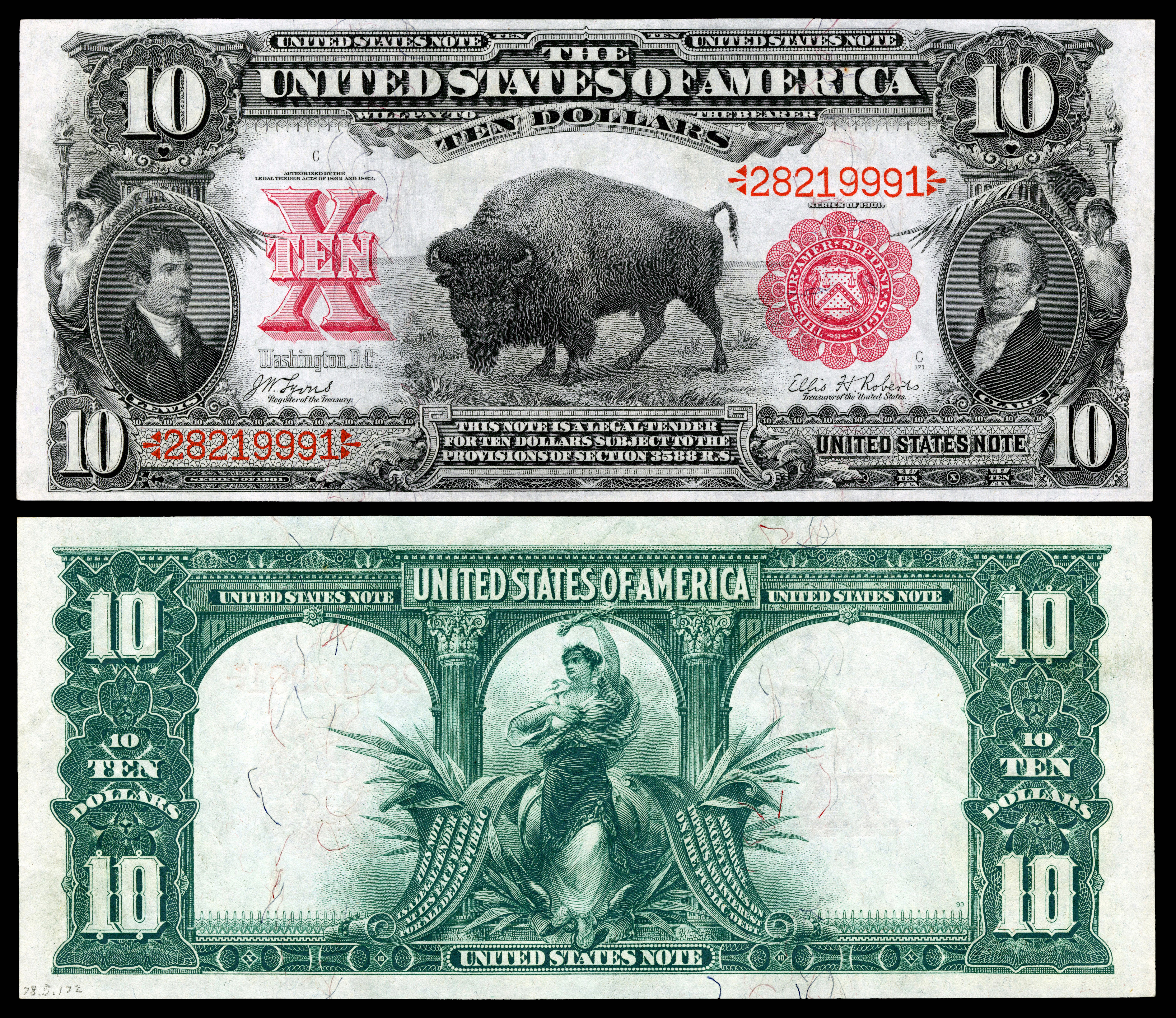
سورقة 10 دولار من السلسلة 1901 عليها المستكشفين العسكريين ميريويذر لويس ووليام كلارك وثور أمريكي.
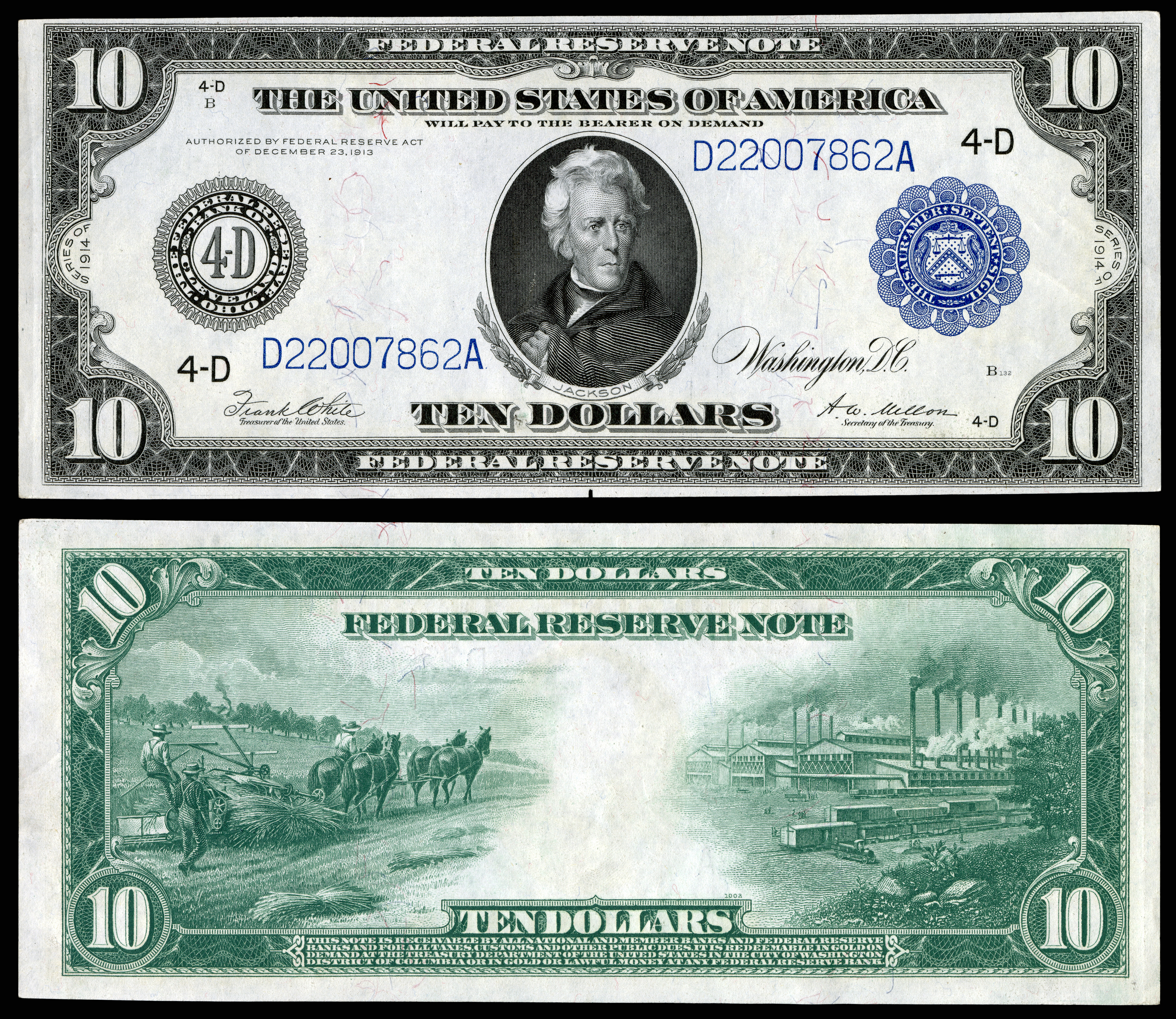
ورقة 10 دولار من سلسلة 1914 على الوجه صورة أندرو جاكسون
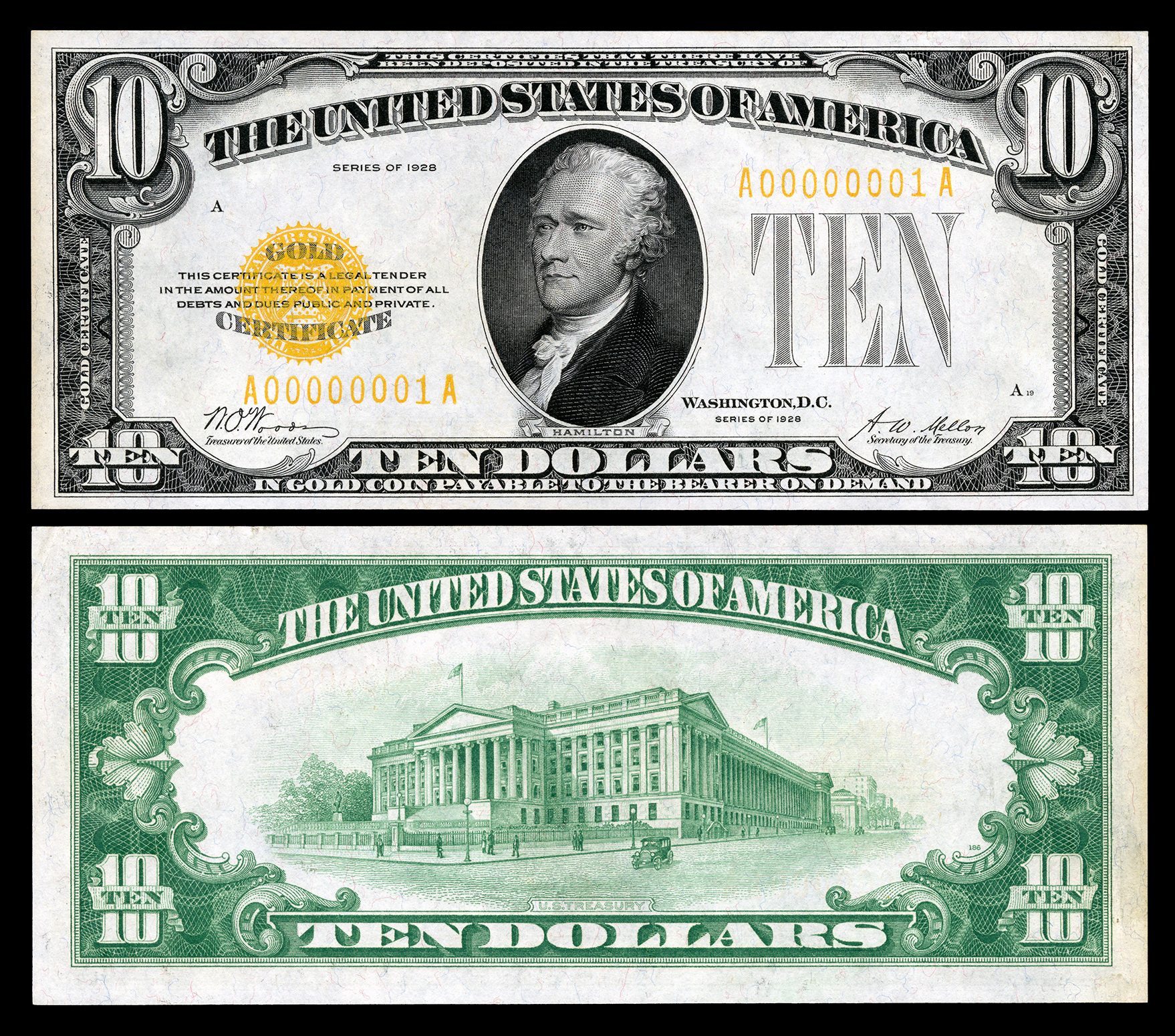
ورقة 10 دولار من سلسلة الشهادات الذهبية عام 1928
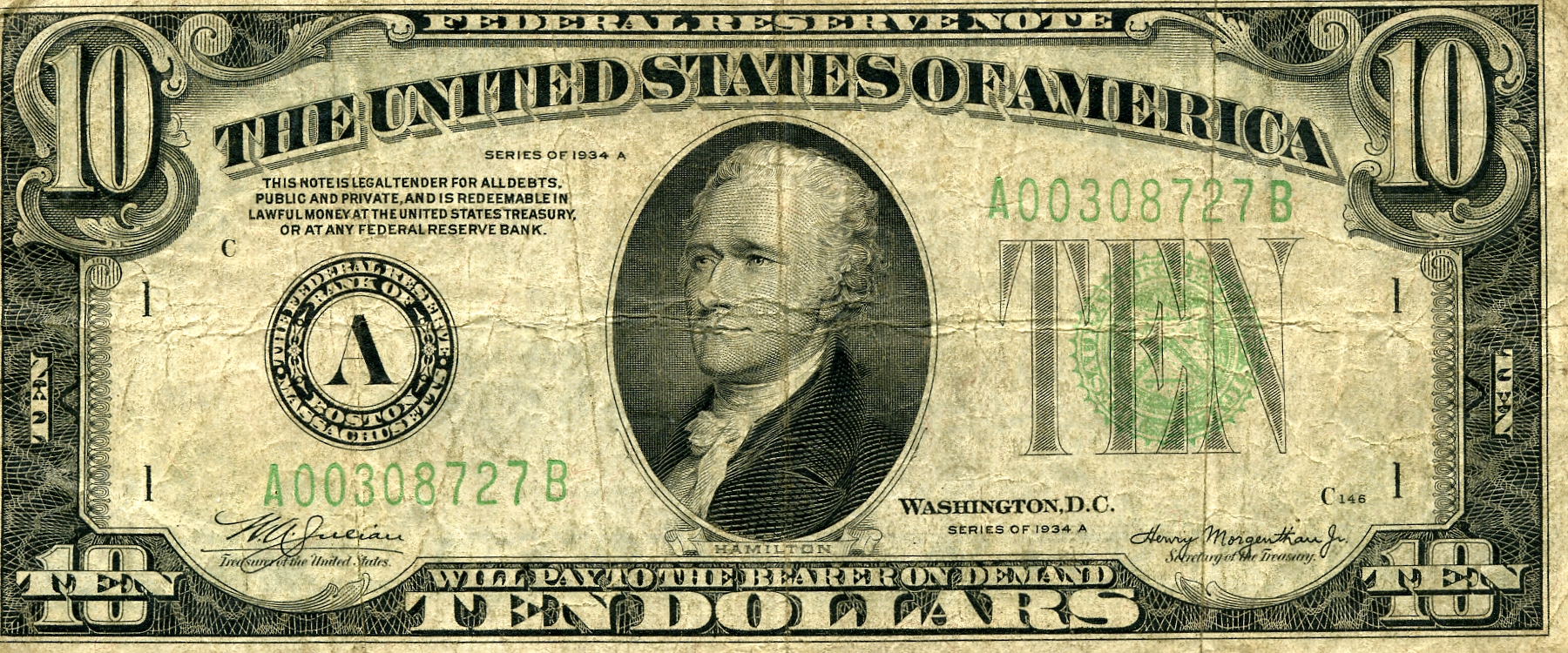
ورقة نقدية 10 دولار من السجل الاحتياطي الفيدرالي عام 1934
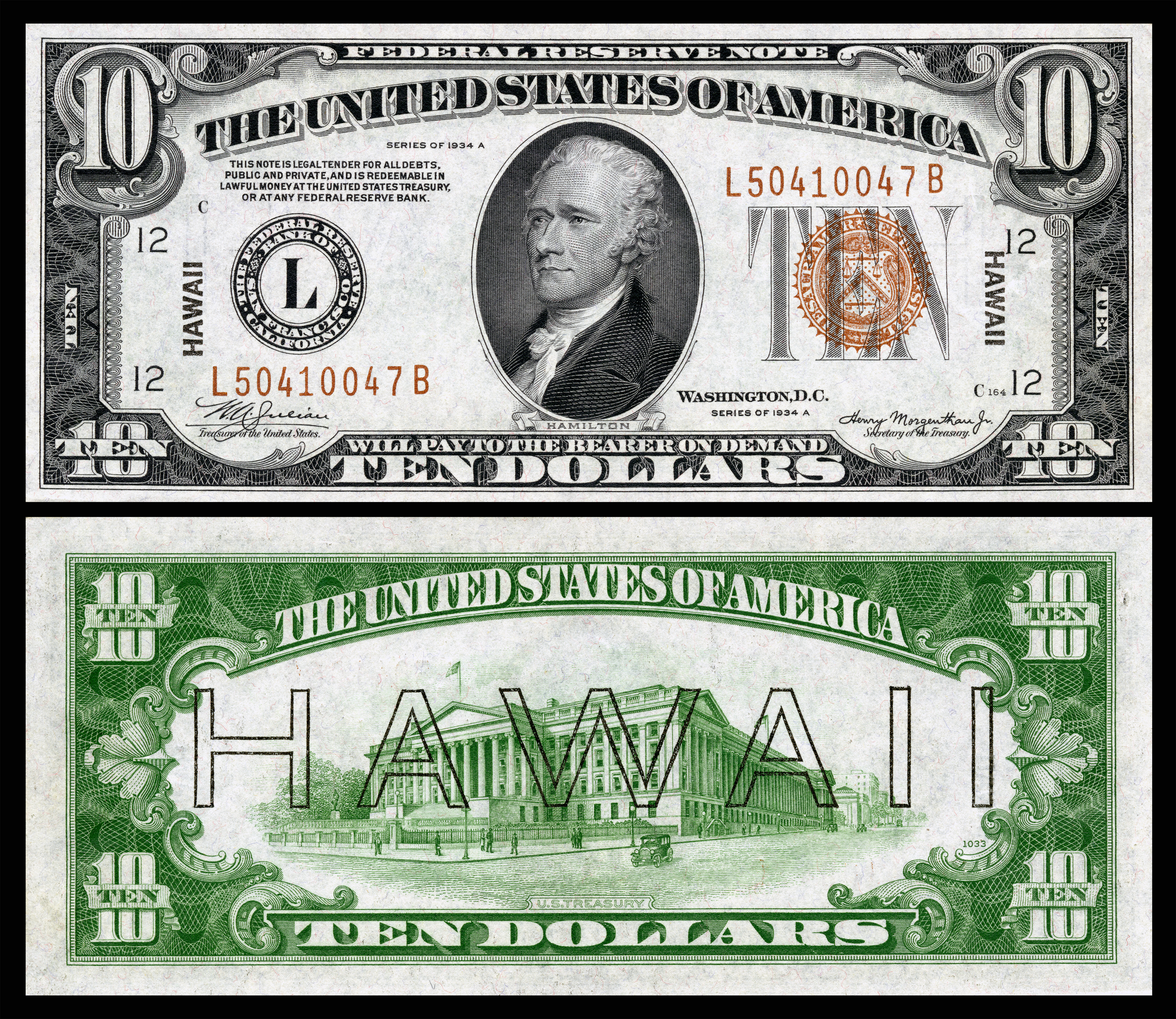
Hawaii overprint note.
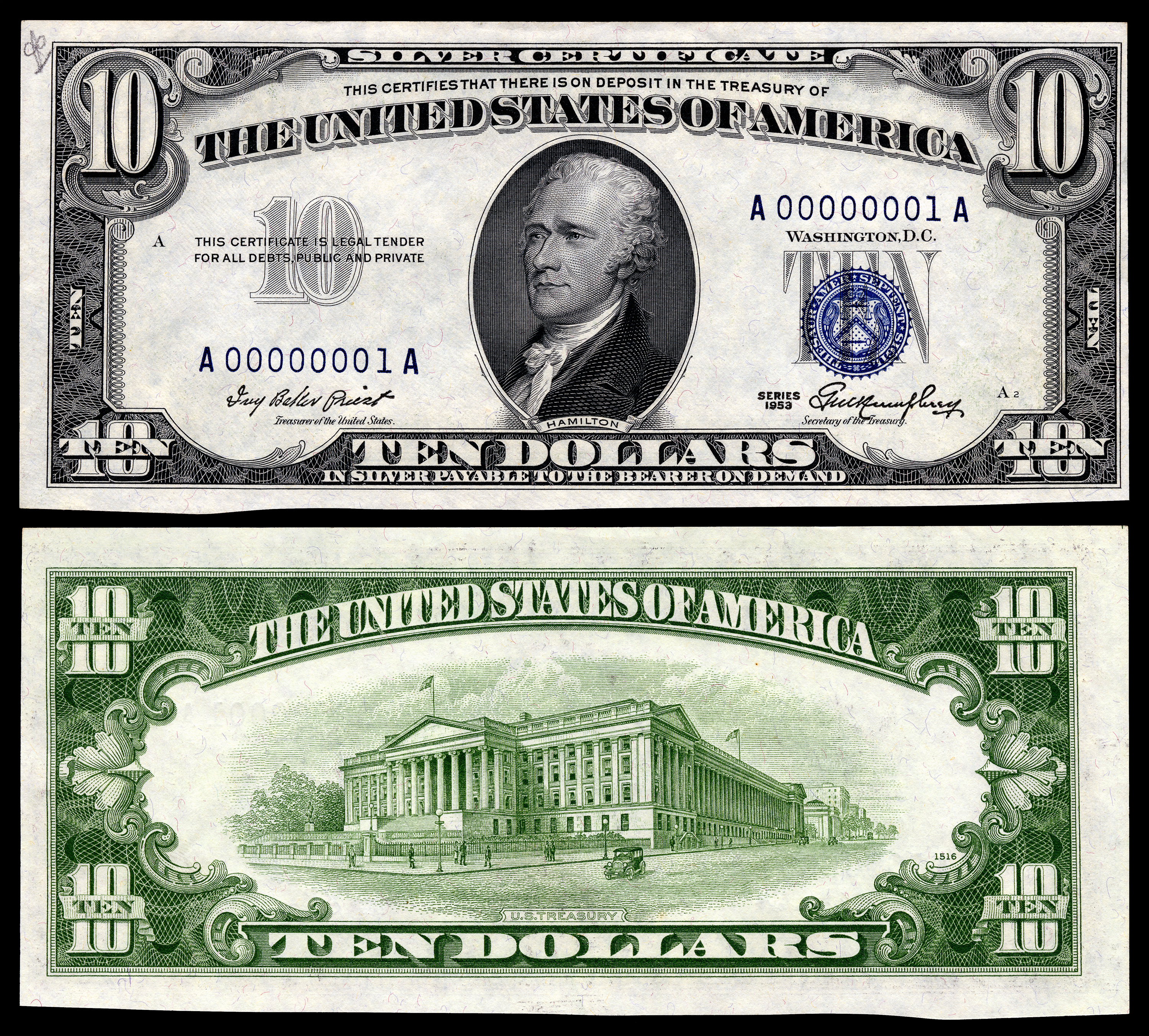
أول شهادة فضية بقيمة 10 دولارات عام 1953 مطبوعة (سميثسونيان).

## الثبت
- Wilhite، Robert (1998). Standard Catalog of United States Paper Money (17th ed). Krause Pubns Inc. ISBN:0-87341-653-8.
- Hudgeons، Thomas (2005). The Official Blackbook Price Guide to U.S. Paper Money 2006, Edition #38. House of Collectibles. ISBN:1-4000-4845-1.
- Friedberg، Arthur؛ Ira Friedberg؛ David Bowers (2005). A Guide Book Of United States Paper Money: Complete Source for History, Grading, and Prices (Official Red Book). Whitman Publishing. ISBN:0-7948-1786-6.

## روابط خارجية
- The 2006 edition (2004 Series) of the 10 dollar bill